# Yasir Elmacı
Yasir Elmacı (* 10. Oktober 1981 in Konya) ist ein türkischer ehemaliger Fußballspieler.

## Karriere

### Verein
Elmacı begann mit dem Profifußball 1998 bei Çanakkale Dardanelspor. Hier erhielt er 1998 einen Profivertrag, spielte aber zunächst ein weiteres Jahr für die Jugendmannschaft. Im Sommer 1999 wurde er dem Profikader eingegliedert und absolvierte in seiner ersten Saison sieben Zweitligabegegnungen. In der Hinrunde der Saison 2000/01 kam er auf neun Ligaspiele und verbrachte die Rückrunde als Leihspieler bei Göztepe Izmir. Zum Sommer 2001 kehrte er zu Dardanelspor zurück und spielte hier weitere zwei Jahre. 
Zum Sommer 2002 wechselte er zu Erzurumspor und von hier aus zur Rückrunde zum damaligen Erstligisten Altay Izmir. Bei Altay blieb er nur bis zum Saisonende und verließ den Verein Richtung Zonguldakspor. Bei diesem Verein verblieb er nur eine Spielzeit und zog dann weiter zu Yozgatspor. Nachdem er für diesen Verein eineinhalb Spielzeiten aktiv gewesen war, wechselte er innerhalb der TFF 1. Lig zu Sivasspor. Mit diesem Verein feierte er im Sommer 2005 die Meisterschaft der 1. Lig und damit den ersten Aufstieg in der Vereinsgeschichte in die Süper Lig. Die drei nachfolgenden Spielzeiten spielte er für Sivasspor in der Süper Lig und war in der Saison 2007/08 mit seinem Verein lange Zeit Tabellenführer. Nach Niederlagen zum Saisonende rutschte man auf den vierten Tabellenplatz ab und erreichte damit die bis dato die beste Platzierung in der Vereinsgeschichte.
Nachdem sein zum Sommer 2008 auslaufender Vertrag nicht verlängert worden war, wechselte Elmacı innerhalb der Liga zu Gençlerbirliği Ankara. Hier saß er in seiner ersten Saison nur auf der Ersatzbank und spielte die nächste Spielzeit als Ausleihspieler bei den Erstligisten Diyarbakırspor und Kasımpaşa Istanbul. 
Ab 2010 spielte er eine Saison für den Zweitligisten Altay Izmir und anschließend für den Drittligisten Pendikspor.
Anfang September 2012 wurde sein Wechsel zum Zweitligisten Şanlıurfaspor bekanntgegeben.

### Nationalmannschaft
Während seiner Zeit bei Çanakkale Dardanelspor wurde Elmacı fünfmal für die türkische U-17-Nationalmannschaft nominiert und kam einmal zum Einsatz.

## Erfolge
- Mit Sivasspor:
  - Meisterschaft der TFF 1. Lig: 2004/05
  - Aufstieg in die Süper Lig: 2004/05